# 卡拉布拉克 (莱列克区)
卡拉布拉克是吉尔吉斯斯坦巴特肯州莱列克区下辖的一个村。根据2009年吉尔吉斯共和国人口普查，该村人口为2,097人。

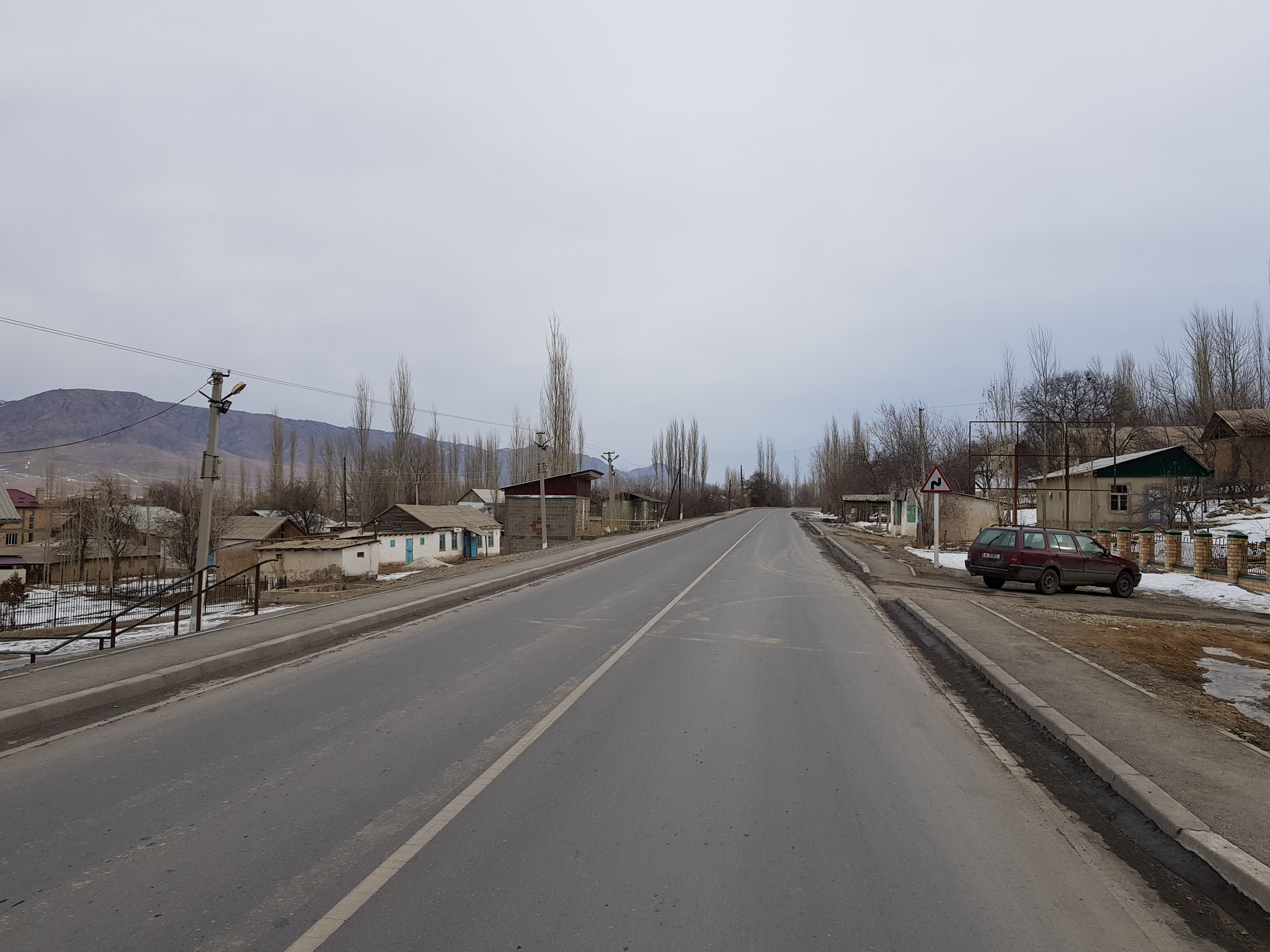